# Calyptranthes apoda
Calyptranthes apoda är en myrtenväxtart som beskrevs av Ignatz Urban. Calyptranthes apoda ingår i släktet Calyptranthes och familjen myrtenväxter. Inga underarter finns listade i Catalogue of Life.